# Erdut
 Erdut  (in ungherese Erdőd) è un comune della Croazia di 8 417 abitanti della Regione di Osijek e della Baranja.

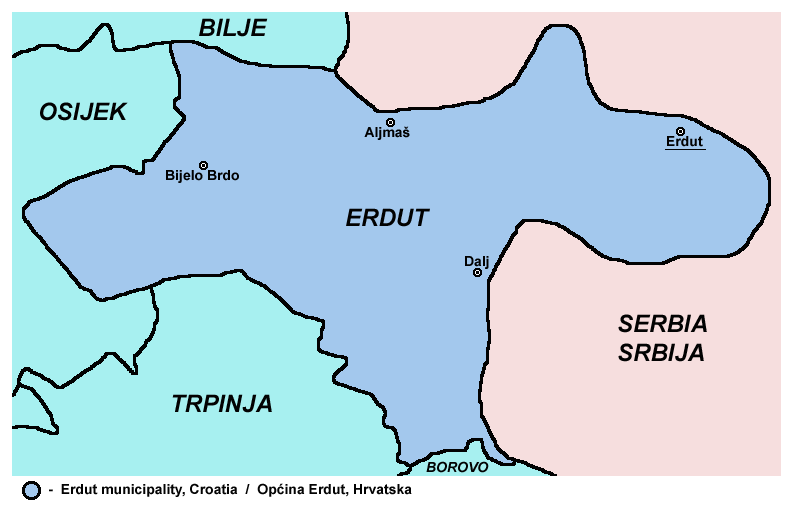

## Sport
La locale squadra di football americano, i Teutoburgium Pitbulls, ha vinto un titolo nazionale croato.